# Koen Schuiling
Koen Frank Schuiling (Rotterdam, 1 februari 1959) is een voormalig Nederlands burgemeester. Hij was burgemeester van Den Helder (2010–2019) en Groningen (2019–2024). Hij is lid van de Volkspartij voor Vrijheid en Democratie (VVD).

## Jeugd, opleiding en loopbaan
Schuiling werd geboren in Rotterdam en groeide op in onder andere Deventer, Groningen en Raalte wegens het werk van zijn vader als vertegenwoordiger. In Groningen volgde hij de lagere school op de Jan Evert Scholtenschool en in Raalte de middelbare school. Hij ging vervolgens naar een rooms-katholieke mavo en naar de havo en het atheneum op het Florens Radewijns College. Daar was hij onder andere lid van de leerlingenraad en hoofdredacteur van de schoolkrant.    
In de periode 1978-1984 studeerde Schuiling rechten en bestuurswetenschappen (kandidaats) aan de Rijksuniversiteit Groningen. Hij was korte tijd lid van studentenvereniging Vindicat. Vervolgens werd hij aan de Universiteit Groningen wetenschappelijk medewerker/universitair docent bij de vakgroep bestuursrecht en bestuurskunde. Vanaf 1994 vervulde hij ook vier jaar lang de rol van ombudsman in Meppel. In 1996 richtte hij als medevennoot het bureau WinterSchuiling op voor juridische en bestuurswetenschappelijke opleiding en advisering.

## Gemeenteraadslid en wethouder van Groningen
Schuiling kwam in 1994 in de gemeenteraad van Groningen. Na het vertrek van Johan Remkes in 1996 was hij tot 1998 VVD-fractievoorzitter. Van 1998 tot 2006 was Schuiling in die gemeente wethouder van economische zaken, verkeer en
vervoer en had na 2002 ook sociale zaken en sociale werkvoorziening in zijn portefeuille.
Schuiling speelde een sleutelrol in het opzeggen van het vertrouwen in burgemeester Hans Ouwerkerk door de Groningse gemeenteraad, waarop Ouwerkerk zijn mandaat ter beschikking stelde.

## Loopbaan na wethouderschap
Van 15 november 2006 tot 1 januari 2008 was Schuiling directeur van TCN SIG en van 1 januari 2008 tot 2009 directeur Special Projects bij TCN in Utrecht. In die laatste functie was hij betrokken bij onder meer een datacenter in Rotterdam, ontwikkeling stationsgebied Zoetermeer en het project Wegen naar de Toekomst van Rijkswaterstaat.
Van 2009 tot zijn burgemeesterschap in 2010 was hij, als associé verbonden aan Boer & Croon, programmamanager economische zaken bij de gemeente Almere. Daar werkte hij mee aan de economische ontwikkeling van die regio.

## Burgemeester Den Helder en Groningen
Vanaf 1 januari 2010 was Schuiling burgemeester van Den Helder. In die functie kwam hij meerdere malen in het landelijk nieuws door een langlopend conflict rond het privémuseum van de kunstenaar Rob Scholte, hetgeen uiteindelijk tot de ontruiming van het gebouw in april 2018 leidde.
Op 30 september 2019 werd Schuiling burgemeester van Groningen. Op 4 september 2024 maakte Schuiling bekend per 24 oktober van dat jaar te stoppen als burgemeester. Als officiële reden gaf hij oververmoeidheid op.
Op 25 september 2024 werd publiek dat hij in maart dat jaar een geldboete van 250 euro had gekregen voor 'schennis van de eerbaarheid'. Hij was aangehouden na een melding van een medeweggebruiker. Hij schreef in zijn verklaring: "Door mijn medische situatie had ik plotseling heftige buikpijn. Een poging die pijn te bestrijden is door een andere weggebruiker opgevat als aanstootgevend. Daar was uiteraard geen sprake van." De opgelegde geldboete speelde mee in zijn besluit om eerder te stoppen als burgemeester. Schuiling weigerde te betalen en liet de zaak voorkomen bij de politierechter. Op 12 maart 2025 achtte de rechter bewezen dat Schuiling rijdend op de A7 in zijn auto aan het masturberen was en vonniste instandhouding van de geldboete (of vijf dagen vervangende hechtenis).

## Nevenfuncties
Schuiling was onder meer lid van de raad van commissarissen van Groningen Airport Eelde en Waterbedrijf Groningen. Na de gemeenteraadsverkiezingen van 2014 was Schuiling informateur in zowel Delfzijl als Veendam. Hij was tot 1 januari 2020 voorzitter van de raad van toezicht van de Hanzehogeschool Groningen Hij is lid van de raad van toezicht van PBLQ, een adviesbureau voor de publieke sector dat zich bezighoudt met de relaties tussen technologie, beleid en bestuur. Tevens is hij lid van het comité van aanbeveling van de Juridische Faculteitsvereniging Groningen.
- International Standard Name Identifier: 0000 0000 3398 6989
- Library of Congress Control Number: n97081040
- Nederlandse Thesaurus van Auteursnamen: 136544886
- Virtual International Authority File: 60832829
- WorldCat: E39PBJrm3CTHGgrfFYVBmdV6Kd